# Гайбуты
Гайбу́ты (бел. Гайбуты) — деревня в Барановичском районе Брестской области Белоруссии. Входит в состав Почаповского сельсовета. Население по переписи 2019 года — 13 человек.

## География
Расположена в 28,5 км (44 км по автодорогам) к северо-западу от центра Барановичей, на расстоянии 4 км (7,5 км по автодорогам) к юго-западу от центра сельсовета, агрогородка Почапово. Ближайший населённый пункт — деревня Сениченята. Есть кладбище.

## История
В 1909 году — деревня Почаповской волости Новогрудского уезда Минской губернии, 19 дворов и 159 жителей. Рядом находилась деревня Малые Гайбуты (5 дворов и 41 житель).
После Рижского мирного договора 1921 года — в составе гмины Почапово Новогрудского повета Новогрудского воеводства Польши.
С 1939 года — в составе БССР, в 1940–62 годах — в Городищенском районе Барановичской, с 1954 года Брестской области. Затем передана в состав Барановичского района. С конца июня 1941 года до июля 1944 года оккупирована немецко-фашистскими войсками.
По переписи 1959 года в деревне Большие Гайбуты было 114 жителей, в Малых Гайбутах — 36 жителей. Позже деревни объединились под названием Гайбуты, в деревню также был включён хутор Клянзин.

## Население
| Численность населения (по переписи) | Численность населения (по переписи) | Численность населения (по переписи) | Численность населения (по переписи) | Численность населения (по переписи) | Численность населения (по переписи) |
| 1909                                | 1921                                | 1959                                | 1999                                | 2009                                | 2019                                |
| ----------------------------------- | ----------------------------------- | ----------------------------------- | ----------------------------------- | ----------------------------------- | ----------------------------------- |
| 200                                 | ↘134                                | ↗150                                | ↘39                                 | ↘19                                 | ↘13                                 |

## Достопримечательности
- Могила Ковалевского Иосифа Иосифовича. Партизан погиб в бою с немецкими войсками в 1943 году. В 1949 году на могиле установлен обелиск[7].